# Pallenoides magnicollis
Pallenoides magnicollis là một loài nhện biển trong họ Callipallenidae. Loài này thuộc chi Pallenoides. Pallenoides magnicollis được miêu tả khoa học năm 1951 bởi Stock.